# Balun
Se denomina balun (del inglés  balanced-unbalanced lines transformer ) a un dispositivo conductor que convierte líneas de transmisión desequilibradas en líneas equilibradas (se transmite la misma información por dos cables o par de cables, al mismo tiempo y con polaridades opuestas). La inversa también es cierta: el balun es un dispositivo reversible.

## Características físicas del balun
El balun, además de su función de simetrización de la corriente, también puede tener un efecto de adaptación de impedancias. La relación de impedancias se denota así: n:m. 
- Ejemplo: 1:4.
- Nota: Los balunes, usados como adaptadores de impedancias, son reversibles. Por lo tanto, 1:4 es lo mismo que 4:1.

La potencia que puede transmitir un balun depende tanto de la geometría como del material con el que está construido. 
- Si se usa un balun con núcleo de ferrita, pasada cierta potencia, el material se recalienta; si la temperatura sobrepasa la Temperatura de Curie del material, el balun pierde sus propiedades.
- Para evitar este problema, algunos baluns se hacen con núcleo de aire; sin embargo, el precio a pagar es igual que a potencia , es preciso construir bobinas demasiado grandes como para ser prácticas.

El balun no genera potencia. En cambio, todo balun tiene pérdidas. Se le llama pérdida de inserción a la atenuación sufrida por la señal a la salida del dispositivo. Una pérdida de inserción típica en un balun, es de 0,3 dB.
Existen distintas maneras de construir prácticamente un balun.

### Balun de pastillas huecas
En estos baluns, se hace pasar un cable coaxial dentro de pastillas huecas de un material ferromagnético, lo que da un balun de relación de impedancias 1:1. 

### Balun toroidal
En estos baluns, el campo magnético se confina dentro de un toroide. La ventaja de los toroides es que por su geometría y su material, confinan muy bien el campo magnético, limitando así las pérdidas. Se pueden construir baluns de diferentes relaciones de impedancias, como 1:1 o 1:4, por ejemplo: 
- El balun toroidal es la solución utilizada en la mayoría de los baluns comerciales.

### Balun de cable coaxial
En estos baluns, la adaptación de impedancias se logra mediante la conexión de cables coaxiales cortados a una longitud múltiplo de {\displaystyle \lambda }/4. Estos baluns funcionan en un rango muy estrecho de frecuencias (algunas unidades por ciento), lo que los convierte de hecho también en filtros:
- Los baluns de cable coaxial son utilizados sobre todo en VHF o UHF, ya que en HF las longitudes de cable (algunas decenas de metros) no serían prácticas.
- En cambio, en VHF o UHF se usan longitudes de cable entre algunos centímetros y un metro de largo.

## Adaptación de impedancias
Los baluns de relación de impedancias distintos de 1:1 sirven para adaptar impedancias, por ejemplo: entre 50 y 300 ohm (relación 1:6). Sin embargo, la adaptación de impedancias no es sino una consecuencia colateral de la función primordial del balun, que es la de conectar una línea simétrica a una asimétrica.